# Anapoma riparia
Anapoma riparia là một loài bướm đêm trong họ Noctuidae.